# Gródek stożkowaty w Zabrzu-Rokitnicy
Gródek stożkowaty w Zabrzu-Rokitnicy – pozostałości późnośredniowiecznego grodziska z XIII–XV wieku znajdujące się w północnej części Zabrza, w dzielnicy Rokitnica. Jeden z nielicznych tego typu zabytków na Górnym Śląsku .
Obiekt jest wpisany do rejestru zabytków archeologicznych (nr rej. C/1/04 z 30 sierpnia 2004) , znajduje się w Gminnej Ewidencji Zabytków Miasta Zabrze  oraz jako stanowisko archeologiczne figuruje w Archeologicznym Zdjęciu Polski (AZP 96-45/14, stanowisko 27) .

## Lokalizacja
Pozostałości gródka znajdują się w dzielnicy Rokitnica w północnej części Zabrza, ok. 50 m na wschód od skrzyżowania ul. Krakowskiej z ul. Ofiar Katynia, na działce numer 893/31 położonej między ulicami Krakowską i Żniwiarzy  .

## Charakterystyka

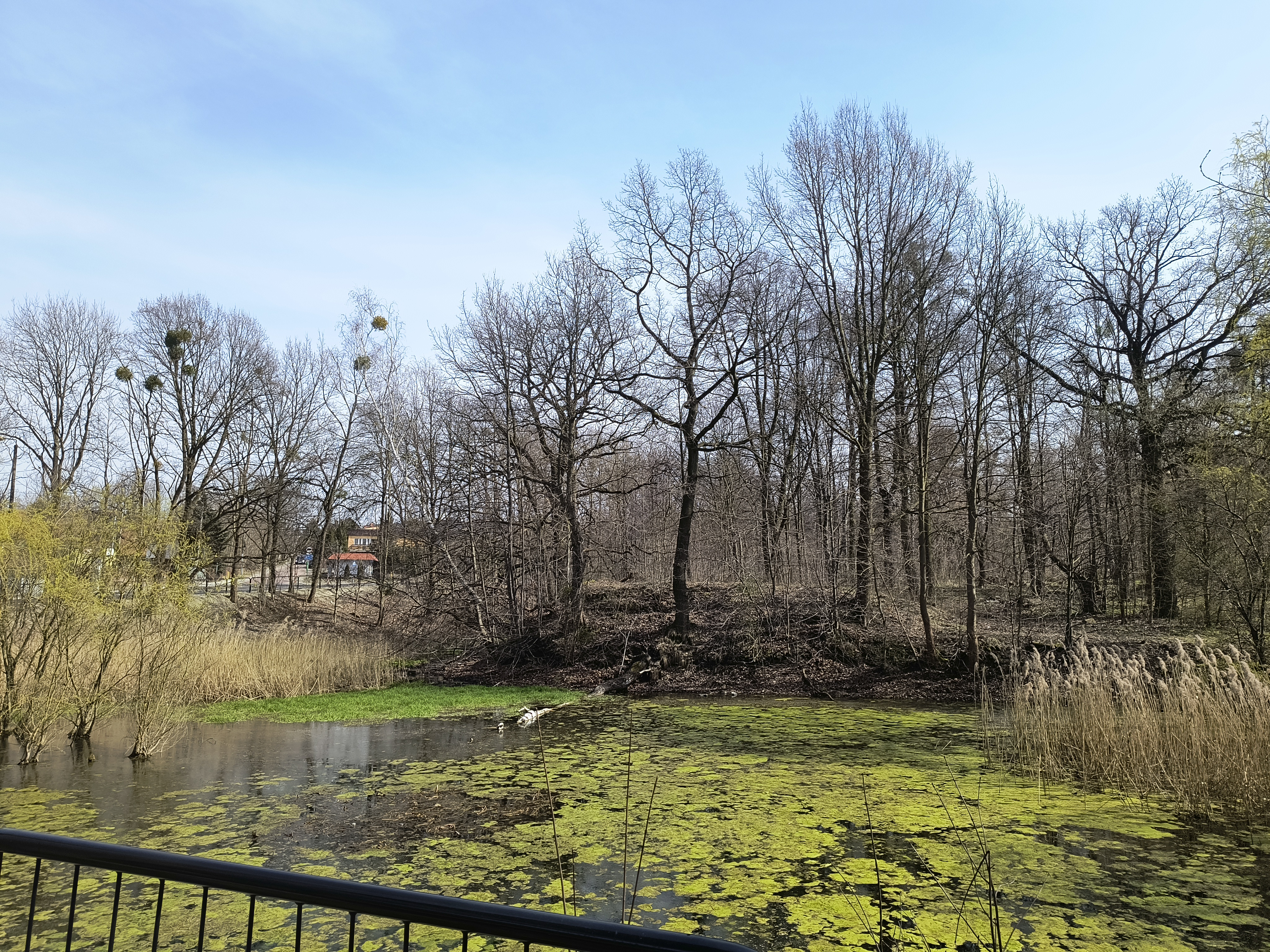
Gródek stożkowaty wiosną (2024)

Gródek stożkowaty w Zabrzu-Rokitnicy ma postać ściętego stożka o średnicy podstawy ok. 25 m i powierzchni ok. 5 arów . Od zachodu i północy obiekt otacza niewielki staw (pełniący pierwotnie funkcje fosy); na północ od grodziska przebiega ul. Krakowska  . Od wschodu obiekt graniczy z terenem zalesionym oraz innym stawem, a od południa – z ul. Żniwiarzy . Nieopodal grodziska znajduje się zabytkowy dwór oraz przepływa Potok Rokitnicki stanowiący historyczną granicę między dawnymi księstwami: toszeckim i bytomskim . Obiekt najprawdopodobniej był siedzibą rycerską oraz stanowił niewielkie drewniano-ziemne założenie o funkcjach obronnej i rezydencjonalnej .

## Badania
Po raz pierwszy na ślady gródka stożkowatego w sąsiedztwie dominium w Rokitnicy (wówczas niem. Martinau) natknął się w 1936 roku archeolog Georg Raschke. Przeprowadzone zostały wówczas pierwsze, powierzchowne badania obiektu. Kolejne badania archeologiczne odbyły się w latach 60. i 70. XX wieku (badania w 1971 roku prowadził Werner Pierzyna, a finansowało je Towarzystwo Miłośników Zabrza ) oraz w roku 2004 .
Podczas przeprowadzonych wykopalisk odnaleziono pozostałości drewnianej zabudowy z XIII–XV wieku oraz pozostałości zabudowy murowanej datowanej na XVII–XIX wiek. Współcześnie grodzisko stanowi jeden z punktów na ścieżce przyrodniczo-widokowej o nazwie „Gajdzikowe Górki”.